# جيف فريزر
جيف فريزر (بالإنجليزية: Jeff Frazier)‏ هو لاعب كرة قاعدة أمريكي، ولد في 10 أغسطس 1982 في بوينت بليزانت في الولايات المتحدة.

## وصلات خارجية
- جيف فريزر على موقعبيزبول رفرنس.كوم (الدوري الرئيسي) (الإنجليزية)
- جيف فريزر على موقعبيزبول رفرنس.كوم (الدوري الثانوي) (الإنجليزية)